# Evippa benevola
Evippa benevola är en spindelart som först beskrevs av O. Pickard-Cambridge 1885.  Evippa benevola ingår i släktet Evippa och familjen vargspindlar. Inga underarter finns listade i Catalogue of Life.